# Слав'янське (Гур'євський міський округ)
Слав'янське (рос. Славянское) — селище Гур'євського міського округу, Калінінградської області Росії. Входить до складу Низовського сільського поселення.
Населення —  91 особа (2015 рік). 

## Населення
| 2002 | 2010 |
| ---- | ---- |
| 114  | ↘91  |